# Ratchet & Clank 3
Ratchet and Clank 3 (i Nordamerika: Ratchet & Clank: Up Your Arsenal och i Australien: Ratchet & Clank 3: Up Your Arsenal) är ett TV-spel till Playstation 2, utvecklat av Insomniac Games och utgivet av Sony Computer Entertainment. Det är det tredje spelet i Ratchet & Clank-spelserien.
I spelet återförenas det galaxresande paret Ratchet och Clank på nytt i en berättelse om interplanetära spioner och äventyr. I Ratchet & Clank 3 slår sig vapenexperten Ratchet och hans robotkompanjon Clank ihop i ett nytt uppdrag på Lombaxernas hemplanet Veldin, och den här gången ska de rädda allt organiskt liv i universum. Utöver att följa spelets handling i rollen som den skojfriska duon i enspelarläget kan man också engagera ett gäng kompisar och spela i flera olika flerspelarlägen online.

## Handling
Efter parets tidigare universumsräddande eskapader har Ratchet och Clank blivit intergalaktiska kändisar, och den lilla roboten spelar nu rollen i en egen tv-serie, "Secret Agent Clank", där han har sällskap av sin motvilliga assistent Ratchet (en roll som han inte är helt nöjd med). Men när den galaktiska presidenten kontaktar paret och vädjar om hjälp med att rädda universum - igen - lägger det omaka interstellära paret allt groll åt sidan och ger sig i kast med att bekämpa Dr. Nefarious - en stor robotsuperskurk med planer på universalherravälde.

### Karaktärer
- Ratchet
- Clank
- Kapten Qwark
- Skidd
- Dr. Nefarious
- Helga
- Big Al
- Courtney Gears
- Sasha

## Vapen
Insomniac har förbättrat det populära vapenuppgraderingskonceptet, beroende på dess användning, med fem möjliga uppgraderingar och ytterligare tre i "Challenge Mode", där det finns åtta versioner av varje vapen. Det finns betydande uppgraderingar (bland annat ett "lock-on"-läge) i vissa nivåer i spelet utöver den vanliga ökade räckvidden, skada och ammunitionskapacitet. Ett vapen kan uppgraderas till den slutliga nivån (både "level 5" i standardkampanjen och "level 8 Omega" i Challenge Mode). En annan förbättring från det föregående spelet, Ratchet & Clank 2, är att importerade vapen (de som fortsätter från det tidigare spelet) också har många uppgraderingsnivåer, precis som de nya vapnen.
Spelet har följande vapen:
- Agents of Doom - en handske som kastar fyra små robotar, som fungerar som livvakter till Ratchet och som attackerar fiender på nära håll.
- Annihilator - ett raketgevär med lång räckvidd och stor eldhastighet.
- Bouncer - ett vapen som skjuter en stor bomb som släpper lös massor av mindre målsökande bomber när den stora bomben exploderar.
- Disc Blade Gun - ett vapen som skjuter sågbladsskivor på fiender.
- Flux Rifle - ett långdistansvapen som har förmågan att döda flera fiender samtidigt.
- Holoshield Glove - en handske som kastar en liten holosköld framför Ratchet som skyddar honom från fiendens vapen.
- Infector - ett specialtillverkat vapen som kan infektera fiender med ett hjärntvättsserum, vilket får dem att vända sig mot varandra.
- Lava Gun - en eldkastare som skjuter lava.
- N60 Storm - ett långdistansvapen med två pipor.
- Miniturret Glove - en handske som kastar ut små kanontorn.
- Nitro Launcher - en granatkastare som har stor explosionsradie och mycket kraft.
- OmniWrench 8000 V3 - Ratchets skruvmejsel som är hans främsta närstridsvapen.
- Plasma Coil - ett vapen med automatiskt sikte som avfyrar kulor av plasma och el.
- Plasma Whip - en kraftfull plasmapiska.
- Qwack-o-Ray - ett specialtillverkat vapen som kan förvandla fiender till ankor.
- Rift Inducer - ett vapen som skjuter svarta hål som suger upp en fiende som står nära den.
- Shield Charger - ett försvarsmedel som skapar en sköld runt Ratchet, som skyddar honom från fiendens eld.
- Shock Blaster - ett hagelgevär som ger stor skada på nära håll.
- Spitting Hydra - ett vapen med automatiskt sikte och som skjuter rankor med el på fiender.
- Suck Cannon - en dödlig dammsugare som suger upp små fiender och lådor, och som sedan skjuts tillbaka som explosiva projektiler på fiender.
- RY3NO - ett mycket kraftfullt raketgevär med automatiskt sikte som skjuter åtta separata raketer på sina mål.

### Hemligt vapen
Det finns ett hemligt vapen vid namn Dual Laser Saber, som är ett kraftfullt närstridsvapen som endast kan låsas upp med hjälp av en kod. För att låsa upp detta måste spelaren göra följande: 
Pausa spelet, sedan trycka på cirkel, kvadrat, cirkel, kvadrat, upp, ner, vänster, vänster.
Om man trycker in den koden startas spelet igen och man har vapnet istället för en skiftnyckel. För att byta tillbaka till skiftnyckeln gör man samma sak.

## Multiplayer
Spelet har tre flerspelarlägen för onlinespel: Deathmatch, Capture the Flag och Siege (där spelaren stormar motståndarens bas och samtidigt försöka förstöra en kraftkärna). Upp till åtta spelare kan spela samtidigt och spelet har stöd för röstchatt via ett PS2-kompatibelt headset. Man kan också spela samma spel med en vän, med två till fyra handkontroller. Vapnen i multiplayer är från tidigare Ratchet & Clank-spel och från spelets enspelarläge.